# 부루구루
부루구루(BREWGURU)은 비알코올음료 도매업을 하는 대한민국의 기업이다. NH투자증권을 주관사로 상장을 준비중이다. 2017년 박상재 대표가 유기농 발효음료 스타트업으로 창업하였다

## 논란
프랑스어로 버터를 뜻하는 ‘BEURRE(뵈르)’가 표기된 ‘버터맥주’ 4종을 출시하여 식약처로부터 형사고발을 당하였으나 ‘뵈르’ 상표권이 출원된 당시 정황부터 실제 출시된 제품의 패키지에 표기된 공식 제품명 및 원재료명까지 고려했을 때 식약처의 주장을 받아들이기 어렵다고 해 불기소처분을 받았다

## 같이 보기
- 버터맥주

## 참고문헌
1. ↑  류은혁, 버터맥주로 유명한 부루구루, 코스닥 상장 추진…대표 주관사 NH투자증권 낙점, 한경, 2023.10.05
2. ↑  고광본, KAIST MBA 출신 창업가 박상재 부루구루 대표"맥주 만들다 콤부차에 눈떠…내년엔 美 가야죠", 서울경제, 2018.10.08
3. ↑  구서윤, "버터 안들어간 버터맥주"…식약처, 부루구루·GS리테일 형사고발, 아이뉴스24, 2023.03.08
4. ↑  남궁민관, 檢 '버터없는 버터맥주' 불기소 결정…식약처 무리했나, 이데일리, 2023-09-22